# Kari Lake
Kari Lake (ur. 23 sierpnia 1969 w Rock Island) – amerykańska polityk i była prezenterka wiadomości telewizyjnych. Kandydatka Partii Republikańskiej w wyborach na gubernatora stanu Arizona, w 2022 roku. Przez ponad 22 lata była związana z kanałem KSAZ-TV (Fox 10) należącym do sieci telewizyjnej Fox Broadcasting Company. Została odznaczona nagrodą Emmy.

## Biografia
Urodziła i wychowała się jako najmłodsze z dziewięciorga dzieci w Rock Island, w stanie Illinois. Kształciła się w stanie Iowa, w tym zdobyła tytuł Bachelor of Arts z komunikacji i dziennikarstwa na University of Iowa. 
W 1991 roku podjęła staż w telewizji, w Iowa, następnie została asystentką produkcji w stanie Illinois, a w 1994 roku przeniosła się do Arizony aby być prezenterką prognozy pogody. Chwilowo pracowała w wiadomościach telewizyjnych w Nowym Jorku, następnie powróciła do Fox 10 w Phoenix, gdzie pracowała przez 22 lata i współprowadziła wieczorne wiadomości z prezenterem Johnem Hookiem.
W latach 2006–2012 należała do Partii Demokratycznej, po czym powróciła do Partii Republikańskiej. W wyborach na gubernatora stanu Arizona w 2022 roku, nieznacznie przegrała z Demokratką – Katie Hobbs stosunkiem 49,7% do 50,3% głosów.

## Stanowiska polityczne
Lake identyfikuje się jako konserwatywna republikanka i opisała siebie w 2022 roku jako „kandydatka Trumpa”. Niektórzy z jej lewicowych przeciwników nazywają ją „Trumpem w halce”. Poparła twierdzenia Donalda Trumpa jakoby wybory prezydenckie w 2020 roku zostały sfałszowane, następnie sama nie uznała swoich wyników kandydując w wyborach na gubernatora Arizony. 
Wyraża poparcie dla zakazu aborcji chirurgicznej i medycznej w Arizonie, zaś samą aborcję nazwała „grzechem ostatecznym”. Jest przeciwniczką imigracji i federalnych przepisów dotyczących broni palnej. Jest przeciwko ustawie o ochronie osób homoseksualnych i transpłciowych przed dyskryminacją, gdyż jak twierdzi jej przyjaciele geje też są przeciwko, a taka ustawa jest motywowana ideologicznie. 

### Pandemia COVID-19
W sierpniu 2021 r., podczas pandemii COVID-19, Lake prowadziła wiece przeciwko maskowaniu, wzywając studentów Uniwersytetu Stanowego Arizony do przeciwstawienia się nakazom uniwersytetu dotyczącym masek, oraz wzywała do walki o wolność. Lake powiedziała, że jako gubernator nie będzie tolerować nakazów dotyczących masek i szczepień w związku z pandemią COVID-19. Zakwestionowała naukę stojącą za szczepionkami przeciwko COVID-19  i wyznała, że nie została zaszczepiona.

## Życie osobiste
Wychowała się w rodzinie katolicko–luterańskiej, następnie odsunęła się od chrześcijaństwa i często praktykowała jogę. Ze względu na dorastające dzieci wróciła do Kościoła katolickiego, jednak w jednym z wywiadów wyznała, że nie czuła głębszego połączenia z Kościołem. W 2019 roku zaczęła czytać Biblię i konwertuje na ewangelikalne chrześcijaństwo. 7 listopada 2022 r., w przeddzień wyborów śródokresowych brała udział w wiecu, w megakościele – Dream City Church. 
W 1998 roku wyszła za mąż, za Jeffa Halperina, z którym mają dwójkę dzieci. 